# Laura Barriales
Laura Barriales (León, 18 de septiembre de 1982) es una actriz, modelo y presentadora de televisión española e italiana.

## Biografía
Criada en al barrio leonés de El Ejido, inició su carrera como modelo y se dio a conocer en el año 2000 en la pasarela de Milán de la mano del diseñador Luciano Soprani, tras la cual protagonizó diversas campañas, como las de Intimissimi o Max Mara. Estudio publicidad y relaciones públicas e interpretación y comenzó a trabajar en televisión. Su debut fue en 2006 junto a Carlo Conti en el programa de Rai 1 I Raccomandati. También ese año presentó con Daniele Interrante el programa musical CD Live Verano en Rai 2, Shake It en SKY y fue una de las enviadas especiales a la retransmisión de Oltremoda en Rai 1.
En 2007 participó en la primera edición de la comedia Buona la prima, interpretando el personaje de Laura, la vecina española de Ale y Franz. Seguidamente se ocupó del espacio "artisti in vetrina", en el programa Matinèe y se convirtió en copresentadora de Controcampo - Diritto di replica, programa conducido por Alberto Brandi. En 2009 copresentó junto a Nicola Savino el programa cómico de Rai 2 Scorie y colaboró con Amadeus en la presentación de otros dos programas, Venice Music Awards y Mezzogiorno in famiglia.
En 2010 fue una de las protagonistas de la ficción de Rai 1 Capri 3, y comentarista en el programa de Rai 1 Notti Mondiali, conducido por Paola Ferrari, en directo desde la plaza de Siena en Roma. También en 2010 interpretó un pequeño papel en la película Maschi contro femmine y presentó DivinAmalfi, programa de Rai 2, con Savino Zaba. En 2011 fue una de las participantes del talent show Lasciami cantare!, programa presentado por Carlo Conti.
En 2012 participó en la novena edición del reality show La isla de los famosos como comentarista y presentó en Rai 2 Italia Coast2Coast, con Trio Medusa. En radio, presenta desde el 16 de septiembre de 2013, junto a Max Giusti, la cuarta temporada de Radio 2 SuperMax. En 2014 presentó el Festival Show, gira musical itinerante por las plazas del Véneto. En verano de 2014 se convirtió en presentadora de JTV, la televisión de la Juventus de Turín. En 2016 se convierte en imagen de la línea de cosméticos y productos para la higiene Cien, marca de la cadena de supermercados Lidl.

## Carrera

### Televisión
- I Raccomandati (Rai1, 2006)
- Cd Live Estate (Rai 2, 2006)
- Shake it (Sky Show, 2006)
- Oltremoda (Rai 1, 2006)
- Buona la prima (Italia 1, 2007)
- Matinèe (Rai 2, 2007)
- Controcampo - Diritto di replica (Italia 1, 2007)
- Scorie (Rai 2, 2009)
- Venice Music Awards (Rai 2, 2009-2010)
- Mezzogiorno in famiglia (Rai 2, 2009-2014)
- DivinAmalfi (Rai 2, 2010)
- Notti Mondiali (Rai 1, 2010)
- Lasciami cantare! (Rai 1, 2011)
- L'isola dei famosi (Rai 2, 2012)
- Italia Coast2Coast (Rai 2, 2012)
- In Casa Napoli (PiuEnne, 2014)
- Festival Show (Vero Capri/Antenna Tre Nordest, 2014)

### Cine
- 2010 - Maschi contro femmine

### Ficción
- 2010 - Capri 3
- 2015 - Squadra mobile
- 2016 - Baciato dal sole

### Radio
- Radio 2 SuperMax, con Max Giusti - Rai Radio 2